# 자공 연립 정권
자공 연립 정권(일본어: 自公連立政権)은 일본의 정치에서 자유민주당과 공명당이 연립정부를 수립한 경우를 말한다. 1999년 오부치 제2차 개조 내각 때 공명당이 연정에 합류하며 최초로 성립되었다.
본래 공명당이 연정에 합류할 1999년 당시에는 자민당과 자유당이 참여했던 자자 연립 정권(自自連立政権)이 이미 구성되어 있었고 여기에 공명당이 합류하여 자자공 연립 정권(自自公連立政権)이 되었으다. 하지만 2000년 4월 1일에 자유당 소속 각료들이 탈당하여 보수당에 입당하면서 자공보 연립 정권(自公保連立政権)으로 바뀌었다. 그리고 제2차 고이즈미 내각 때인 2003년 11월 21일에 신보수당이 자유민주당에 흡수되면서 비로소 현재의 자공 연립 정권이 되었다.
2003년 제2차 고이즈미 내각 때 자민당과 공명당 두 당의 연립 체제가 성립한 후 이것이 아소 내각 때까지 이어지다가 2009년에 민주당의 하토야마 유키오 내각에 정권을 넘겨주면서 소멸된다.
이후 2012년 제46회 일본 중의원 의원 총선거에서 자민당이 승리하면서 선거 결과에 따라 구성된 제2차 아베 신조 내각에서 다시 자공 연립 정권이 성립되었으며 이는 현재까지도 이어지고 있다.

## 역사

### 55년 체제와 공명당의 등장
1955년 거대 여당인 자민당과 중소 야당인 일본사회당을 중심으로 40년 가까이 전후 일본 정치를 지배하게 될 55년 체제가 등장했다. 하지만 1960년대부터 사회당은 야당 생활에 안주하면서 정권 견제 능력을 상실하기 시작했고 지나치게 이념에 경도된 사회당의 지지세도 줄어들었다. 이 지지세를 흡수하며 등장한 정당이 민주사회당과 공명당이었다.
공명당의 지지 기반은 크게 두 갈래로 나뉘었는데 하나는 40세 이상의 남성 회원이 중심이 되어 친자민 혹은 자공민 노선을 견지했으며 또 하나는 여성 회원과 40세 미만 남성 회원이 중심이 되어 비자민 혹은 사공민 노선을 지지했다.
한편 공명당의 창당 기반이 된 종교 단체인 창가학회는 1960년대 말부터 창가학회와 공명당에 비판적인 서적의 출판과 유통을 방해하는 이른바 언론출판 방해 사건을 일으켰다. 이를 둘러싸고 사회당과 일본공산당 등 혁신 세력을 견제하길 위했던 자민당 간사장 다나카 가쿠에이가 중도 성향의 공명당에 우호적인 태도를 취하면서 두 정당의 접근이 시작되었다. 이후 다나카파와 다케시타파에 속한 의원 중에선 창가학회 및 공명당과 친밀한 관계를 가진 사람들이 많이 나왔고 이들 간에 개인적인 파이프가 구축되어 갔다.

### 55년 체제의 붕괴와 공명당의 연립 참여
자민당의 최대 파벌이던 다케시타파가 분열한 것을 계기로 1993년 제40회 일본 중의원 의원 총선거에서 자민당은 과반수를 상실했다. 이에 오자와 이치로는 일본신당의 호소카와 모리히로를 총리로 추대하여 사회당, 민사당, 공명당 등을 끌어들여 연립 정권을 발족시키는데 성공했다. 이로써 38년동안 집권해왔던 자민당이 야당으로 전락했고 55년 체제도 붕괴했다.
하지만 오자와의 독단적인 정책 결정 방식은 연립 정권에 참여하고 있던 사회당과 신당 사키가케의 반발을 불렀고 두 정당은 연립에서 이탈해버렸다. 소수 정권이 돼버린 연립 정권은 곧 무너졌고 사회당과 사키가케는 자민당과 손을 잡아 자사사 연립 정권을 출범시켰다. 한편 오자와는 여러 야당들을 통합하여 신진당을 창당했고 여기엔 공명당도 참여했다.
자사사 연립 정권은 1995년 제17회 일본 참의원 의원 통상선거에서 사회당과 사키가케가 대패하면서 위기를 맞이했다. 이 선거에서 자민당은 신진당에 합류한 구 공명당의 지지 기반인 창가학회에 대한 맹공을 펼쳤는데 「종교법인법」을 개정하고 이케다 다이사쿠 창가학회 명예회장을 증인으로 국회에 불러 성폭행 의혹을 추궁했으며 자민당의 기관지인 「자유신보」를 통해 반 창가학회 캠페인을 적극적으로 벌였다.
1996년 제41회 일본 중의원 의원 총선거에서 신진당은 정권 획득에 실패하고 오히려 의석이 4개 감소하면서 파벌 다툼이 심해졌다. 과반수 획득에 실패한 자민당은 신진당의 의원들을 스카우트하는 공작을 벌였고 구 공명당 의원들은 신진당과 행동을 더 이상 함께하지 않으면서 신진당은 사실상 공중분해됐다. 결국 1997년 12월 31일 신진당은 자유당 등 6개의 정당으로 분열했다.
1998년 거대 야당이 분열한 상황 속에서 치러진 제18회 일본 참의원 의원 통상선거에서 자민당은 예상 외의 패배를 당했고 하시모토 류타로 총재가 책임을 지고 사퇴했다. 후임으로 오부치 게이조가 취임했고 이 무렵 다케시타 노보루가 창가학회장 아키야 에이노스케과 은밀히 만나 창가학회의 협조를 받아냈다.
참의원 선거에서 패배하여 과반수를 상실하자 정권 운영에 어려움을 겪게 된 자민당은 오자와의 자유당과 연립 협의가 시작돼 11월 연정의 기본 합의가 이루어졌다. 한편 신진당에서 갈라져나온 몇몇 정당들이 공명당을 재결성했는데 대표로 취임한 간자키 다케노리는 "자민당의 보완 세력은 되지 않는다. 자공 연계나 자공 연립은 생각하고 있지 않다"는 의견을 표명했다.
자유당과 연립하는 것만으론 참의원에서 과반수를 회복하지 못했기에 자민당은 공명당과의 연립을 강력히 필요로 했다. 하지만 자민당과의 연립을 부담스러워하는 공명당을 배려하여 자민당은 공명당과 정책 협의부터 시작해나갔다. 우선 두 정당은 11월에 공명당이 주장한 지역진흥권을 추경에 반영했으며 1999년 3월 구설수에 자주 올랐던 나카무라 쇼자부로 법무상을 공명당이 경질할 것을 요구하자 이를 받아들였다. 이에 공명당도 11월 오키나와현지사 선거 때 혁신 세력에 대한 지지를 취소하고 자민당 후보 이나미네 게이이치를 지원하여 그의 당선을 도왔다.
1999년 1월 14일 자자 연립 정권이 정식으로 발족했다. 공명당은 형식상 여전히 야당이었지만 「주변사태법」, 「국기·국가법」, 「통신감청법」, 「주민기본대장법」 등 자민당이 추진하던 주요 법률의 제·개정에 협력했다. 이는 연립 정권에 입성하기 위한 교두보를 다지는 과정이나 다름없었고 그해 10월 5일 공명당이 연립에 참여하면서 자자공 연립 정권이 정식으로 탄생했다.

### 자공보 연립
공명당과의 연립이 성사되자 자민당은 자유당의 존재를 부담스럽게 여기기 시작했다. 소수 정당이던 자유당이 없어도 자민당과 공명당만으로 과반수 유지가 가능했으며 애초에 종교 단체의 후원을 받는 공명당의 독특한 당풍(黨風)을 꺼리던 자민당 의원들을 고려해 자유당이 완충 역할을 해줄 것을 기대했기 때문이었다. 하지만 자유당은 정계 재편에만 관심을 보이고 자민당에 적극적으로 협력하지 않아 자민당을 곤혹스럽게 만들었다.
오부치는 소비세를 복지 목적세로 전환하기 위한 협의를 하기 위해 오자와와 회동했으나 오자와는 비협조적인 태도로 나왔다. 오히려 오자와는 오부치에게 자민당과 자유당을 해산하여 정계를 재편하자고 요구했다. 오부치는 이에 응하지 않았고 결국 오자와는 연립 이탈을 선택했다. 하지만 자유당 내에서는 오자와의 연립 이탈 결정에 반발하는 의원들이 있었으며 이들은 오기 지카게를 중심으로 보수당을 구성하여 연립에 남았다. 이로써 자자공 연립은 자공보 연립으로 변모했다. 그러부터 2개월 뒤에 치러진 제42회 일본 중의원 의원 총선거에서 의석 수는 줄었지만 과반수는 유지하면서 자공보 연립도 계속 이어졌다.

### 고이즈미와 자공 연립
2001년 고이즈미 준이치로가 자민당 총재로 취임했다. 총재 선거 때부터 큰 인기를 끌었던 고이즈미는 제19회 일본 참의원 의원 통상선거를 승리로 이끌었으며 2003년 보수당을 흡수한 뒤 우정 해산으로 치러진 제44회 일본 중의원 의원 총선거도 승리로 이끌었다. 이 선거에서 공명당은 의석이 줄었지만 연립은 유지됐다.

### 민주당으로의 정권 교체
2006년 고이즈미의 후임으로 아베 신조가 집권했지만 각종 스캔들로 지지율이 급락했고 2007년 제21회 일본 참의원 의원 통상선거에서 자민당과 공명당은 대패하여 민주당이 참의원 제1당이 되었다. 이후에도 자민당과 공명당은 연립 정권을 유지했지만 아베 끌어내리기 이후 총재가 된 후쿠다 야스오와 아소 다로도 후쿠다 끌어내리기와 아소 끌어내리기에 휘말리는 등 자민당 내 권력 투쟁은 갈수록 격해졌다.
2009년 8월 아소는 사실상 임기 만료 선거라 할 수 있는 제45회 일본 중의원 의원 총선거를 시행했고 자민당과 공명당은 전례가 없는 참패를 경험했다. 9월 아소 내각이 총사퇴하고 하토야마 유키오가 이끄는 민주당이 집권하면서 자자공 > 자공보 > 자공으로 이어져 온 연립 정권은 10년만에 종지부를 찍었다.

### 자민당의 재집권과 자공 연립의 부활
국정 경험이 없던 민주당은 정권을 넘겨받았음에도 미숙한 모습을 보였고 집권한지 1년도 채 지나지 않은 2010년 7월의 제22회 일본 참의원 의원 통상선거에서 민주당은 패배하고 자민당은 개선 51석을 얻는 대승을 거뒀다.
2011년 9월 동일본 대진재에 대한 대응에 실패한 간 나오토는 대표직을 사임했고 후임으로 노다 요시히코가 집권했다. 하지만 노다 내각도 잦은 스캔들로 지지율을 갉아먹었고 2012년 12월 제46회 일본 중의원 의원 총선거에서 민주당이 패배하고 자민당이 단독 과반수인 294석을 획득해 여당으로 복귀했다. 자민당을 다시 이끌게 된 아베는 31석을 얻은 공명당과 연립에 합의하여 3년 3개월만에 자공 연립 정권이 부활했다.
이후 민주당은 당이 해체되었고 야당은 사분오열하게 되어 두 번 다시 집권 능력을 보여주지 못했다.

## 연립 여당 사이의 관계

### 자유민주당
자공 연립 정권 하에서 자민당은 어느 경우에나 최대 다수파 정당이며 연립 내에서 주도적 위치에 있다. 연립 정권이 구성될 경우 내각총리대신에는 자유민주당 총재가 취임하며 국무대신, 부대신, 대신정무관의 대부분도 자민당 소속 의원이 차지하고 있다.

### 공명당
연립 정권이 구성될 경우 공명당에게는 국토교통대신직을 맡기는 것이 관례로 되어 있다. 사이토 데쓰오가 환경대신으로 입각한 적이 있었으며 이 사례를 제외하고는 예외가 없었다. 또한 일반적인 연립과 달리 공명당 대표가 직접 입각하는 사례가 한 번도 없었다.
공명당은 복지당 혹은 평화당을 내세워 자민당의 폭주를 막는 "정권의 브레이크 역할"을 자부하고 있지만 여러 방면에서 자민당이 주장하는 정책, 법안에 크게 협력하고 있고 자민당과 대립하더라도 결국 마지막에는 자민당의 주장을 큰 틀에서 수용하는 일이 많아 "자민당의 보완 세력"이 되어 가고 있다는 지적이 있다. 이에 대해 공명당 대표를 지낸 야마구치 나쓰오는 "지극히 실태를 보지 않은 말이다"라며 반론했다.

## 같이 보기
- 자공민 노선